# Cyncoed
Cyncoed est un quartier de la ville de Cardiff, au pays de Galles, disposant du statut de communauté.

## Géographie
Cyncoed se situe dans le nord-est de l'agglomération de Cardiff.

## Démographie
Au recensement de 2011, la communauté de Cyncoed comptait 11 148 habitants.